# Le Roi (pièce de théâtre)
Pour les articles homonymes, voir Le Roi.
Le Roi est une pièce de théâtre de Gaston Arman de Caillavet, Robert de Flers et Emmanuel Arène, représentée pour la première fois le 24 avril 1908 au théâtre des Variétés, sur une mise en scène de Fernand Samuel.
C'est une comédie de mœurs et de caractères, mais c'est aussi une comédie de satire politique et sociale.
Le Roi atteint la 200e en février 1909 qui est célébrée par une grande soirée déguisée.

## Argument

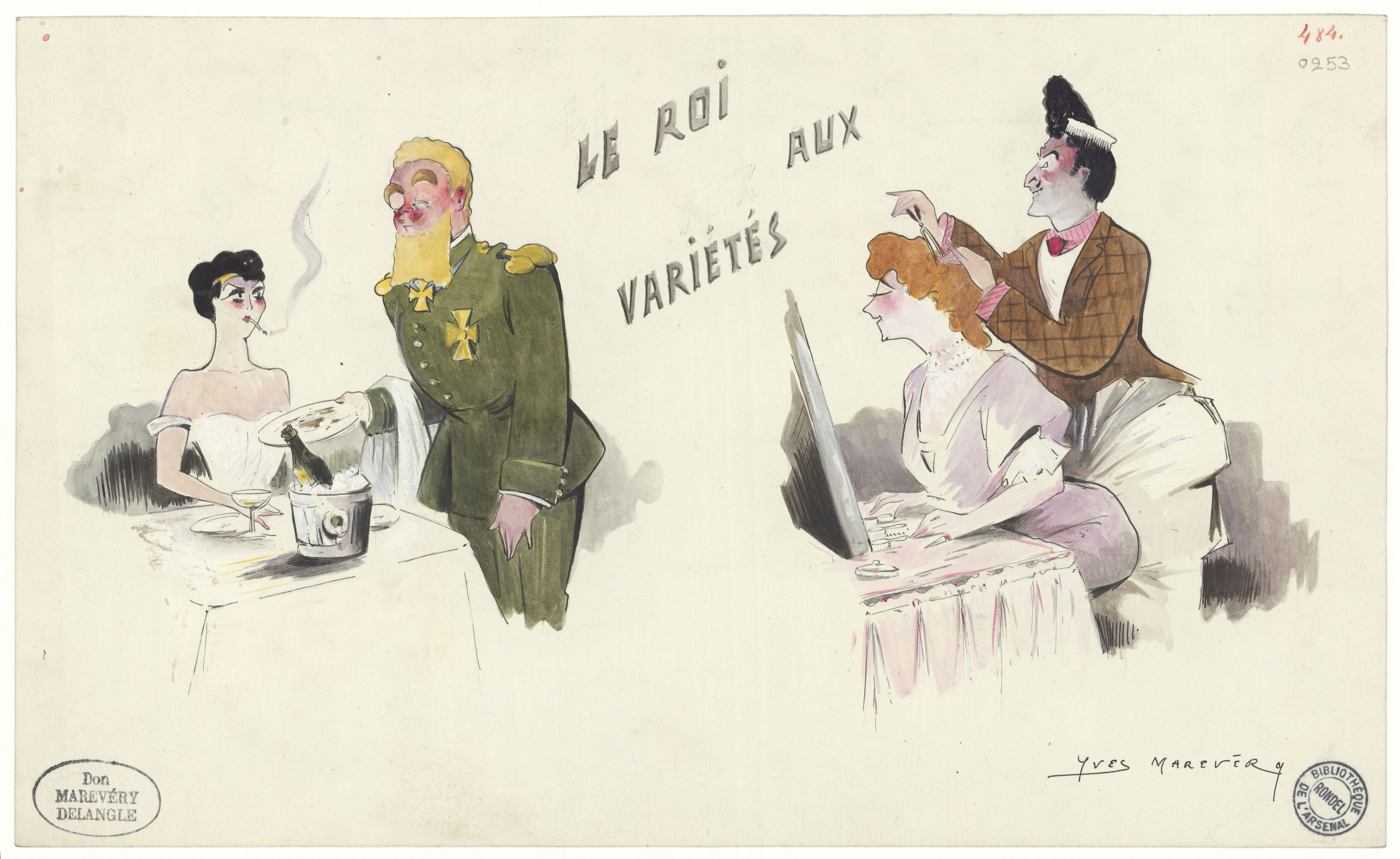
Le Roi, dessin de Yves Marevéry, 1908

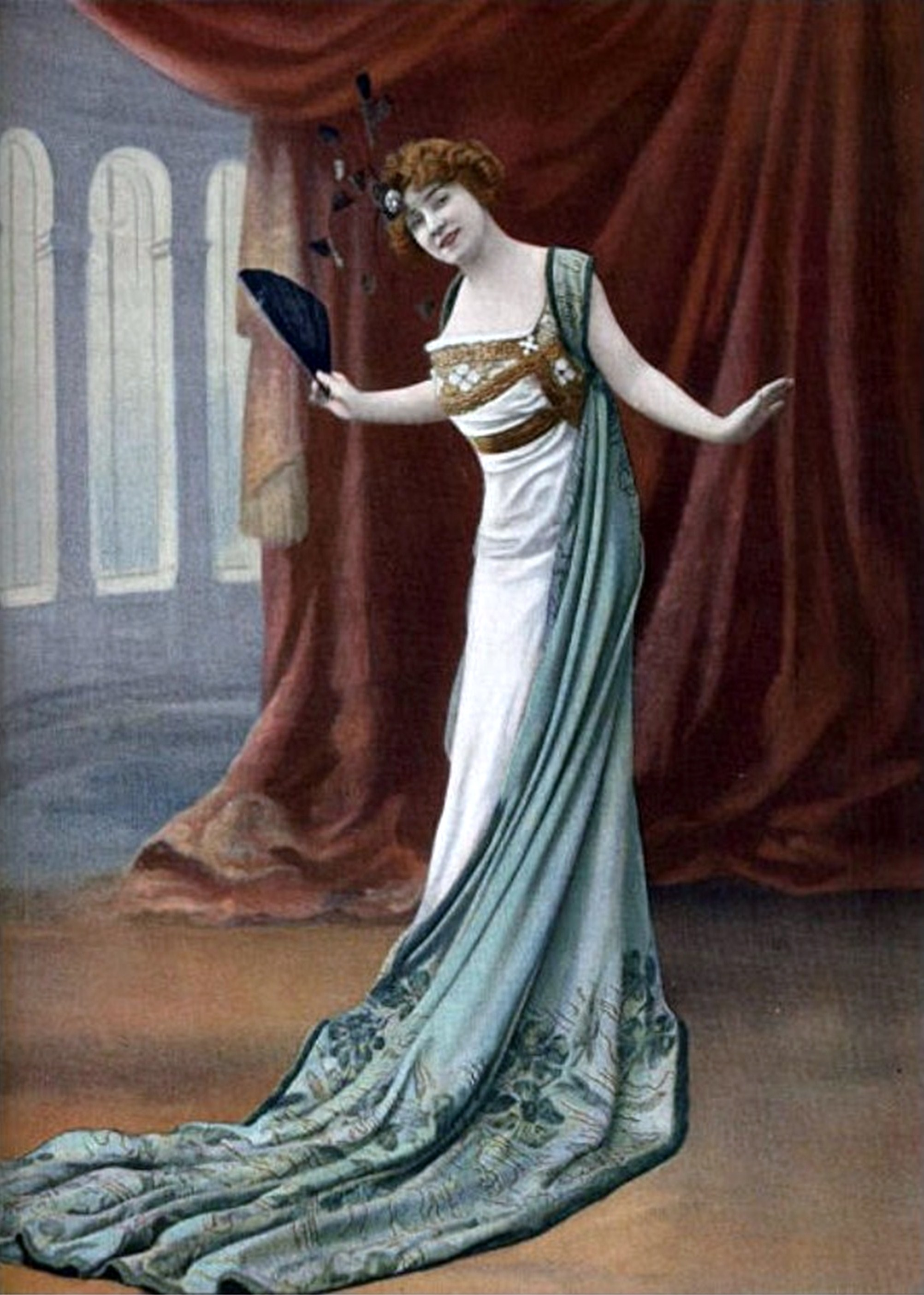
Amélie Diéterle interprète successivement les rôles de Suzette Bourdier et Youyou, dans la pièce Le Roi.

Bourdier, député ministrable, socialiste, collectiviste et millionnaire est  trompé par sa maîtresse d'abord, par sa femme légitime ensuite, Marthe, petite parigote , dite YouYou, qui s'amourache du roi Jean, et trompé par le roi, que surveille et protège le policier Blond, grimé, successivement en Sherlock Holmes chauve, en coiffeur, en garçon tapissier, en ambassadeur.
Farouche député radical-socialiste. Bourdier, devenu riche, se laisse tenter par le luxe et les élégances. Il donne volontiers sa fille au fils au marquis de Chamarande, son concurrent politique, et prend une maîtresse afin d'être bien parisien. L'amitié du gouvernement et l'influence occulte de sa maîtresse, distinguée par le roi de Cerdagne de passage à Paris font que le plébéien Bourdier reçoit officiellement dans son château ce souverain, Or celui-ci non content d'avoir pris à Bourdier sa maîtresse, honore Mme Bourdier de ses faveurs, et Bourdier, trompé, redeviendrait farouche si on ne l'apaisait avec un portefeuille de ministre.

## Distribution
| Rôles                                                                 | Première 24 avril 1908 Théâtre des Variétés | 16 décembre 1920 Théâtre des Variétés |
| --------------------------------------------------------------------- | ------------------------------------------- | ------------------------------------- |
| Le roi de Cerdagne, Jean IV                                           | Albert Brasseur                             | Harry Baur                            |
| Bourdier, député                                                      | Armand Numès                                | Raimu                                 |
| Marthe Bourdier, You-you, son épouse                                  | Ève Lavallière                              | Spinelly                              |
| Blond, policier                                                       | Max Dearly                                  | Max Dearly                            |
| Thérèse Marnix, artiste dramatique, demi-mondaine, égérie de Bourdier | Marcelle Lender                             | Gabrielle Dorziat                     |
| Marquis de Chamarande                                                 | Guy                                         | André Dubosc                          |
| Lelorrain, président du conseil                                       | Charles Prince                              | René Koval                            |
| Suzette Bourdier                                                      | Amélie Diéterle                             | Janine Ronceray                       |
| Georgette Langlois, amie de Thérèse                                   | Mlle Médal                                  | Th. Payen                             |
| Gabrier, ministre                                                     | André Simon                                 | Sance                                 |
| Sernin de Chamarande, fils des Chamarande, épris de Suzette Bourdier  | Blanche                                     | Jacques Albert                        |
| Cormeau, ministre du commerce                                         | Moricey                                     | Batreau                               |
| Rivelot, secrétaire de Bourdier                                       | Émile Petit                                 | Paul Landrin                          |
| Président du sénat                                                    | Avelot                                      | Dupray                                |
| William Touret, Riri, petit ami de Thérèse Marnix                     | Max Linder                                  |                                       |
| La Marquise de Chamarande                                             | Nita Rolla                                  |                                       |
| Francine Marande                                                      | Frémont                                     |                                       |
| Angèle, femme de chambre                                              | Mlle Louise Dorlac                          |                                       |
| Mme Barbrot-Letilleul                                                 | Demontès                                    |                                       |
| Mme de Castel-Frejol                                                  | Jeanne Becker                               |                                       |
| Cruchet, ouvrier, nommé juge de paix                                  | Rocher                                      |                                       |
| Mme Morel                                                             | Maria Renhardt                              |                                       |
| Mme Pingeot                                                           | Maïda                                       |                                       |
| L’évêque d'Evreux                                                     | Charles Bernard                             |                                       |
| Le général                                                            | Brenner                                     |                                       |
| La sous-préfète                                                       | Perroni                                     |                                       |
| Un reporter                                                           | Albert Reusy puis Herreyre                  |                                       |
| Valet de pied                                                         | José Dupuis                                 |                                       |
| Femme de chambre de Thérese Marnix                                    | Mlle Lukas                                  |                                       |
| Une invitée                                                           | Fraixe puis Saboval                         |                                       |
| Une invitée                                                           | Luciette puis De Naudière                   |                                       |
| Une invitée                                                           | Lesage puis Harva                           |                                       |